# Haboob

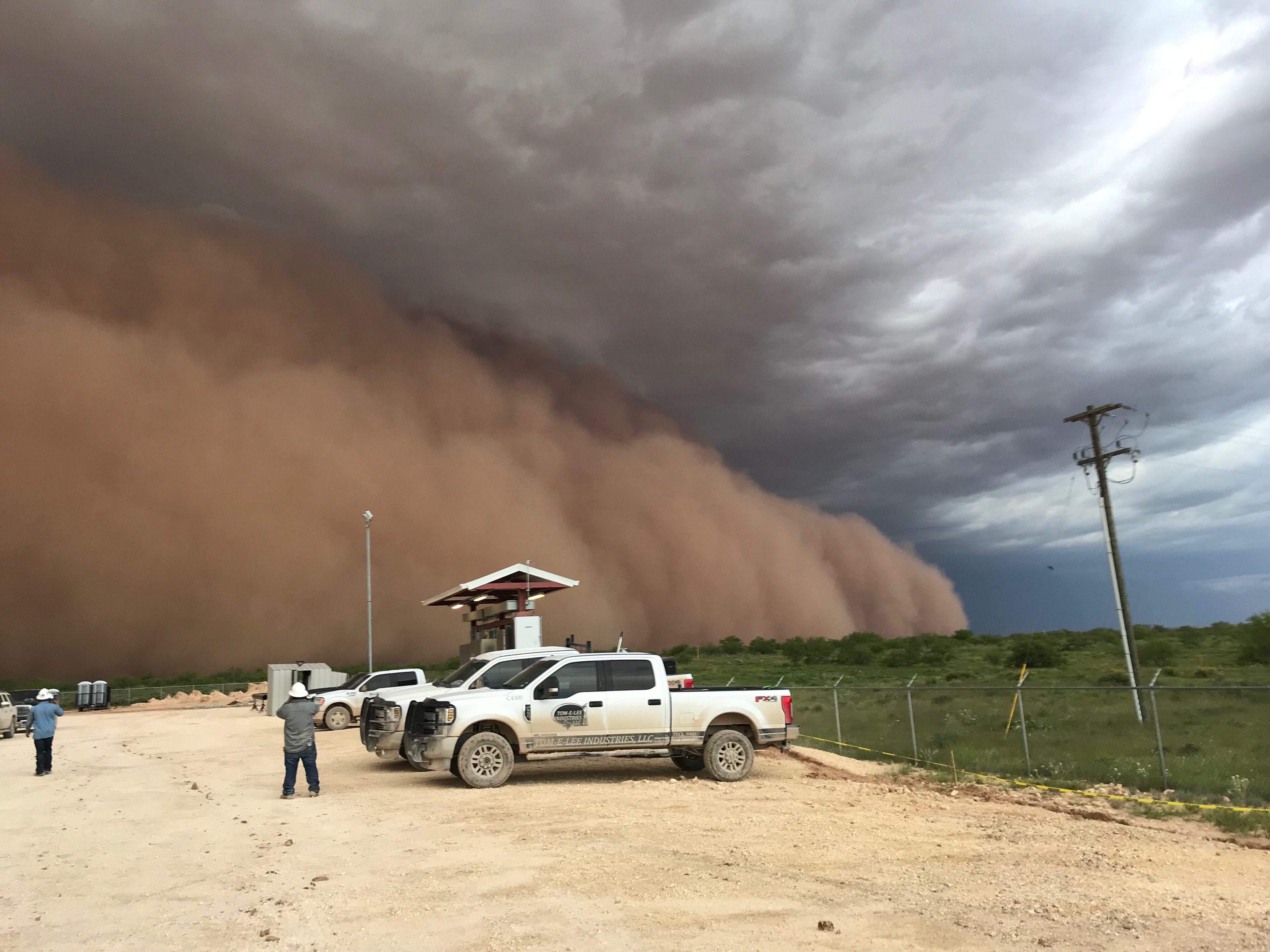
Haboob en Big Spring, Texas

Un haboob (árabe : هَبوب, romanizado:  habūb, literalmente 'explosión/deriva') es un tipo de intensa tormenta de polvo arrastrada por una corriente de gravedad atmosférica, también conocida como frente meteorológico. Los haboobs ocurren regularmente en regiones secas de todo el mundo.

## Descripción
Durante la formación de una tormenta, los vientos se mueven en dirección opuesta a la de la tormenta y se mueven desde todas las direcciones hacia la tormenta. Cuando la tormenta colapsa y comienza a liberar precipitaciones, la dirección del viento se invierte, soplan ráfagas hacia afuera de la tormenta y generalmente soplan ráfagas más fuertes en la dirección en la que se desplaza la tormenta.
Cuando esta corriente descendente de aire frío, o ráfaga descendente, llega al suelo, arrastra limo y arcilla secos y sueltos (colectivamente, polvo) desde el desierto, creando una pared de sedimento en el aire que precede a la nube de tormenta. Esta pared de polvo puede tener hasta 100 km (62 millas) de ancho y varios kilómetros de altura. En sus momentos más fuertes, los vientos haboob suelen viajar a entre 35 y 100 km/h (22 a 62 mph) y pueden acercarse sin previo aviso o con poca o ninguna advertencia. A menudo la lluvia no aparece al nivel del suelo porque se evapora en el aire caliente y seco (fenómeno conocido como virga). La evaporación enfría aún más el aire que corre y lo acelera. En ocasiones, cuando la lluvia persiste, puede contener una cantidad considerable de polvo. Los casos severos se llaman tormentas de lodo. Se recomienda protección para los ojos y el sistema respiratorio para cualquier persona que deba estar afuera durante un haboob. Se recomienda encarecidamente trasladarse a un refugio durante un evento fuerte.